# دوري البطولة الإنجليزية – مسابقة الدوري الفنلندي 1940
دوري البطولة الإنجليزية – مسابقة الدوري الفنلندي 1940 (بالفنلندية: Jalkapallon cup-kilpailu 1940) هو الموسم 32 من دوري البطولة الإنجليزية ‏. أشرف على تنظيمه اتحاد فنلندا لكرة القدم، وكان عدد الأندية المشاركة فيه 4، وفاز فيه Sudet ‏.